# Buchenavia pallidovirens
Buchenavia pallidovirens là một loài thực vật có hoa trong họ Trâm bầu. Loài này được Cuatrec. mô tả khoa học đầu tiên năm 1950.